# 알렉스 에소
앨릭스 에소(영어: Alex Essoe, 2000년 ~ )는 캐나다의 배우, 각본가이다. 다란에서 태어났다.

## 영화
- 엑소시스트: 더 바티칸 (2023년) - 줄리아 역
- 사탄의 드론 (2019년)
- 홈레커 (2019년)
- 닥터 슬립 (2019년) - 웬디 토렌스 역
- 레드 아일랜드 (2018년) - 에이미 역
- 미드나이터스 (2017년)
- 패셔니스타 (2016년)
- 더 홈 (2016년)
- 더 네이버 (2016년)
- 돈 웨이크 마미 (2015년)
- 테일즈 오브 할로윈 (2015년)
- 오디션 (2014년) - 새라 역
- 보이 토이 (2011년) - 소피아 역
- 라이프 해픈스 (2011년)
- 원초적 본능 2015 (2010년)
- 서바이빙 크루키드 레이크 (2008년)